# 格雷西鎮區 (阿肯色州克利本縣)
格雷西鎮區（英語：Grassey Township）是位於美國阿肯色州克利本縣的一個行政鎮區。

## 地方資料
格雷西鎮區的面積為126.25平方千米，當中陸地面積為126.19平方千米，而水域面積為0.06平方千米。根據2010年美國人口普查的數據，當地共有人口1184人，而人口密度為每平方千米9.38人。